# Sandra Cortés
Sandra Isabel Cortés Arancibia (n. Santiago de Chile, 6 de marzo de 1969) epidemióloga chilena. Es académica del Departamento de Salud Pública de la Facultad de Medicina de la Pontificia Universidad Católica de Chile. Presidenta de la Sociedad Chilena de Epidemiología (SOCHEPI).

## Biografía

### Educación
En 1994, obtiene su licenciatura en medicina veterinaria y en 1996 su título en Medicina Veterinaria, en la Universidad de Chile, Chile.
En 2003, se le otorga su Magíster en Ciencias Biológicas, mención Ciencias Ambientales por la Universidad de Chile, Chile, defendiendo su tesis, con distinción máxima: "Exposición a arsénico en tres grupos etáreos de la ciudad de Antofagasta".
En 2009 obtiene su grado de Doctora en Salud Pública de la Universidad de Chile con su tesis "Percepción y medición del riesgo a metales en una población expuesta a residuos mineros", cuya directora de tesis fue la profesora Catterina Ferreccio y tuvo financiamiento Fgarthy International Center, Universidad de Chile, Chile.
En 2017, se le otorga el Diploma de Educación Médica  en la Pontificia Universidad Católica de Chile, Chile.

### Carrera académica
Actualmente, se desempeña como profesora asistente  del Departamento de Salud Pública de la Facultad de Medicina de la Pontificia Universidad Católica de Chile. Investigadora de Recursos críticos del Centro de Desarrollo Urbano Sustentable (CEDEUS) centro de Investigación de Excelencia, financiado por la Agencia Nacional de Investigación y Desarrollo (ANID, ex CONICYT) a través de su Fondo de Financiamiento de Centros de Investigación en Áreas Prioritarias (FONDAP)
Sus líneas de investigación se centran en el área de la epidemiología ambiental y ocupacional, evaluaciones de riesgos en salud por contaminantes ambientales, estudios de exposición a contaminantes químicos (metales, plaguicidas, otras sustancias químicas contenidas, por ejemplo bombas lacrimógenas  y estudios sobre enfermedades zoonóticas. En 2018, obtiene una Beca Iberoamérica Santander para realizar una pasantía de investigación en el Instituto de Investigación Biosanitaria, en Granada, España para trabajar junto al Dr. Juan P. Arrebola, experto en exposición a plaguicidas y daños crónicos en salud.
Desde el año 2014, ocupa el cargo del Jefe de la Sección de Epidemiología del Departamento de Salud Pública de la Escuela de Medicina, siendo actualmente miembro de los Comités de Magíster en Epidemiología y de Salud Pública. Tiene representación ante diferentes organismos sectoriales Gubernamentales y no Gubernamentales relacionadas con su área de especialización. Es Presidenta de la Sociedad Chilena de Epidemiología,  parte del Comité Ejecutivo del Capítulo Latinoamericano y del Caribe de la International Society for Environmental Epidemiology (ISEE) y socia de la asociación Red de Investigadoras. Autor o coautor de más de 20 publicaciones de numerosas artículos en Revistas indexadas en los últimos 10 años.